# Rezolucija Vijeća sigurnosti UN-a 947
Rezolucijom Vijeća sigurnosti UN-a 947, jednoglasno usvojenom 30. rujna 1994., nakon pozivanja na sve rezolucije o stanju na području bivše Jugoslavije uključujući i Rezoluciju 908 (1994.), Vijeće je raspravljalo o situaciji u Hrvatskoj i produžilo mandat Zaštitnih snaga Ujedinjenih naroda (UNPROFOR) do 31. ožujka 1995. 
Vijeće sigurnosti željelo je dogovorno rješenje sukoba u bivšoj Jugoslaviji i naglašeno je međusobno poštivanje međunarodnih granica između zemalja u regiji. Ključni aspekti mirovnog plana Ujedinjenih naroda, a posebno Rezolucija 871 (1993.), tek su se trebali provesti. U međuvremenu je UNPROFOR odigrao važnu ulogu u sprječavanju neprijateljstava i stvaranju uvjeta za sveobuhvatno mirovno rješenje.
Djelujući prema Poglavlju VII Povelje Ujedinjenih naroda, Vijeće je produžilo mandat UNPROFOR-a do 31. ožujka 1995. i pozvalo sve strane da surađuju s mirovnim snagama i osiguraju im slobodu kretanja. Od glavnog tajnika Butrosa Butros-Galija zatraženo je da do 20. siječnja 1995. izvijesti Vijeće o stanju mirovnog plana Ujedinjenih naroda za Hrvatsku te će se u tom pogledu njegov mandat preispitati. Također je trebao izvijestiti o napretku u otvaranju cesta i željeznica prema zaštićenim područjima Ujedinjenih naroda i ostatku Hrvatske, opskrbi vodom i strujom te otvaranju Jadranskog naftovoda.
Ponovno je potvrđeno pravo svih raseljenih osoba na povratak svojim domovima, uz pomoć međunarodne zajednice. Sve izjave i obveze date pod prisilom, posebno u pogledu teritorija, bile su nevažeće. Izražena je zabrinutost što sporazumi o statusu snaga nisu dovršeni s Hrvatskom, Makedonijom i Saveznom Republikom Jugoslavijom Srbijom i Crnom Gorom te su sve pozvane da bez odgode zaključe sporazume.
Bosanski Srbi pozvani su da poštuju teritorijalnu cjelovitost Hrvatske, te da obnova vlasti u ružičastim zonama mora biti dovršena pod nadzorom UNPROFOR-a kako bi se izbjegla daljnja destabilizacija regije.

## Vanjske poveznice
- Text of the Resolution at undocs.org